# Cantón de Saint-Dizier-Sureste
El cantón de Saint-Dizier-Sureste era una división administrativa francesa, que estaba situada en el departamento de Alto Marne y la región de Champaña-Ardenas.

## Composición
El cantón estaba formado por tres comunas:
- Chamouilley
- Roches-sur-Marne
- Saint-Dizier (fracción)

## Supresión del cantón de Saint-Dizier-Sureste
En aplicación del Decreto nº 2014-163 de 17 de febrero de 2014, el cantón de Saint-Dizier-Sureste fue suprimido el 22 de marzo de 2015 y sus 3 comunas pasaron a formar parte; dos del nuevo cantón de Eurville-Bienville y su fracción de comuna se unió con las demás fracciones para que, por medio de una reestructuración cantonal, fueran creados los nuevos cantones de Saint-Dizier-1, Saint-Dizier-2 y Saint-Dizier-3.